# Прохорова, Галина Павловна
Галина Павловна Прохорова — советский хозяйственный и государственный деятель, лауреат Государственной премии СССР за выдающиеся достижения в труде.

## Биография
Родилась в 1933 году на территории современной Смоленской области. Член КПСС с 1968 года.
В 1954—1991 — свинарка, бригадир свинарок центральной свиноводческой фермы, бригадир свинарок репродукторной фермы совхоза «Спиринский» Ломоносовского района Ленинградской области.
Активная участница выведения высокопродуктивных пород свиней с улучшенными гибридными свойствами. В её бригаде впервые был введен в практику ранний отъем поросят от свиноматок — в 45-дневном возрасте, что позволило возможность более интенсивно использовать маточное стадо свиней и производственные площади ферм.
Репродукторная ферма Прохоровой одной из первых в Ленинградской области перешла на восьмичасовой рабочий день с выходными днями по скользящему графику. Здесь полностью был механизирован труд свинарок. Нагрузка на одного оператора в бригаде из 56 человек составляла 48—50 свиноматок. Каждая свинарка ухаживала в период доращивания за поголовьем поросят в 750—800 голов. В год бригада Г. П. Прохоровой получала в среднем на 2 тысячи поросят больше количества, предусмотренного планом.
За увеличение производства продуктов животноводства на основе создания прочной кормовой базы и внедрения промышленной технологии была в составе коллектива удостоена Государственной премии СССР за выдающиеся достижения в труде 1978 года.
Делегат XXV съезда КПСС.
Жила в Ленинградской области.

## Награды
- Орден Октябрьской Революции
- Орден Знак Почёта